# Talmassons
Talmassons est une commune italienne de la province d'Udine, dans la région Frioul-Vénétie Julienne.

## Administration
| Période                                  | Période | Identité | Étiquette | Qualité |
| ---------------------------------------- | ------- | -------- | --------- | ------- |
|                                          |         |          |           |         |
| Les données manquantes sont à compléter. |         |          |           |         |

### Hameaux
Flambro, Flumignano, Sant'Andrat

### Communes limitrophes
Bertiolo, Castions di Strada, Lestizza, Mortegliano, Pocenia, Rivignano